# Liste des maires de Castres
 (août 2015).
Si vous disposez d'ouvrages ou d'articles de référence ou si vous connaissez des sites web de qualité traitant du thème abordé ici, merci de compléter l'article en donnant les références utiles à sa vérifiabilité et en les liant à la section « Notes et références ».
La liste des maires de Castres présente une liste des maires de la commune de Castres située dans le département du Tarn en région Midi-Pyrénées.

## Liste des maires
| Période                                  | Période                                   | Identité                                      | Étiquette | Qualité |
| ---------------------------------------- | ----------------------------------------- | --------------------------------------------- | --------- | --- |
| Les données manquantes sont à compléter. |                                           |                                               |           | |
| Élu le 8 mars 1790                       | -                                         | Antoine Gleizes                               | -         | avocat |
| Élu le 12 août 1790                      | -                                         | Pierre Michel André Carles                    | -         | avocat |
| Élu le 14 novembre 1791                  | -                                         | Louis Alba                                    | -         | avocat |
| Élu le 26 décembre 1792                  | -                                         | Jacques Michel Aussenac                       | -         | négociant |
| Élu le 3 avril 1793                      | -                                         | Louis Batigne                                 | -         | médecin |
| Élu le 27 janvier 1794                   | -                                         | David Foures                                  | -         | - |
| Élu le 5 novembre 1795                   | -                                         | Jacques Michel Aussenac                       | -         | négociant |
| Élu le 2 février 1798                    | -                                         | Charles Baux-Barradieres                      |           | propriétaire |
| Élu le 20 avril 1799                     | -                                         | Louis Alba                                    | -         | avocat |
| Élu le 21 avril 1800                     | refuse la place de maire                  | Baux-Barradieres                              | -         | propriétaire |
| Élu le 21 avril 1800                     | -                                         | Aimé Moreau                                   | -         | propriétaire |
| Élu le 18 février 1801                   | -                                         | Jacques Michel Aussenac                       | -         | négociant |
| Élu le 8 octobre 1803                    | -                                         | Marie-Joseph Dor de Lastours                  | -         | comte, député, propriétaire de profession |
| Élu le 2 février 1816                    | -                                         | Joseph Charles Boissezon de Labelloterie      | -         | marquis, propriétaire de profession |
| Élu le 28 janvier 1826                   | -                                         | Louis de VilleneuveE                          | -         | marquis, propriétaire de profession |
| Élu le 30 août 1830                      | -                                         | Marc François Alby                            | -         | député, propriétaire de profession |
| Élu le 19 février 1835                   | -                                         | Louis Mahuzies                                | -         | notaire |
| Élu le 5 juillet 1844                    | -                                         | Jacques Louis Charles Sperandieu d'AZigufonde | -         | baron, propriétaire de profession |
| Élu le 5 septembre 1847                  | -                                         | Pierre Mazon                                  | -         | médecin |
| Élu le 7 mars 1848                       | -                                         | Pierre Antoine Fourgassie-Vidal               | -         | député, banquier de profession |
| Élu le 5 juillet 1848                    | -                                         | François Philippe Blavaux                     | -         | médecin |
| Élu le 5 janvier 1850                    | -                                         | Paul Barthès                                  | -         | propriétaire |
| Élu le 7 août 1852                       | -                                         | Pierre Mazon                                  | -         | médecin |
| Élu le 14 mars 1854                      | -                                         | Jean Vincent Bernadou                         | -         | député, propriétaire de profession |
| Élu le 8 septembre 1860                  | 1871                                      | Louis Alquier-Bouffard                        | -         | Officier |
| Élu le 19 mai 1871                       |                                           | Jean Nauzière                                 |           | industriel |
| Élu le 12 octobre 1871                   | -                                         | Hippolyte Robert                              | -         | propriétaire |
| Élu le 12 juillet 1873                   | -                                         | Jean Aribat                                   | -         | médecin |
| Élu le 6 décembre 1875                   |                                           | Joseph Milhau-Ducommun                        | -         | chef d'entreprise |
| Élu le 25 septembre 1880                 |                                           | Victor Galtier                                |           | avocat |
| Élu le 18 mai 1884                       |                                           | Jean Aribat                                   |           | médecin-généraliste |
| Élu le 11 juin 1887                      |                                           | Gabriel Guy                                   |           | avocat |
| Élu le 20 mai 1888                       |                                           | Auguste Sicard                                |           | médecin-généraliste |
| Élu le 12 novembre 1889                  |                                           | Henri Roch                                    |           | négociant |
| Élu le 15 décembre 1893                  |                                           | Bernard Germa                                 |           | professeur de lycée |
| Élu le 17 mai 1896                       |                                           | Louis Vieu                                    |           | sénateur, avocat de profession |
| Élu le 17 mai 1896                       | démissionne juste après avoir été désigné | Gabriel Guy                                   |           | avocat |
| Élu le 19 mai 1912                       |                                           | Louis Balaye                                  |           | industriel |
| Élu le 17 novembre 1914                  |                                           | Frédéric Baldy                                |           | pharmacien |
| Élu le 10 décembre 1919                  |                                           | Henri Sizaire                                 | SFIO      | député, avocat de profession |
| Élu le 25 septembre 1940                 |                                           | Pierre Sery                                   |           | notaire |
| Élu le 26 mars 1941                      |                                           | Pierre Sery                                   |           | notaire |
| Élu le 26 août 1944                      |                                           | François Houpe                                |           | proviseur de lycée |
| 10 avril 1952                            | février 1953                              | Robert Sizaire                                | SFIO      | médecin-généraliste |
| 13 février 1953                          | 18 mars 1971                              | Lucien Coudert                                | Radical   | député, avocat de profession |
| 19 mars 1971                             | mars 1977                                 | Jacques Limouzy                               | UDR       | ministre, député, conseiller-général (conseiller-départemental) du tarn, sous-préfet de profession                                                                                                 |
| 13 mars 1977                             | 22 mai 1985 (décédé)                      | Jean-Pierre Gabarrou                          | PS        | député (à partir de juin 1981), médecin-pédiatre de profession |
| 1er juin 1985                            | mars 1989                                 | Philippe Deyveaux                             | PS        | conseiller-régional de midi-pyrénées (occitanie), notaire de profession |
| mars 1989                                | juin 1995                                 | Jacques Limouzy                               | RPR       | ancien ministre, député en fonction, président du district castres-mazamet en fonction (intercommunalité), ancien conseiller-général (conseiller-départemental) du tarn, sous-préfet de profession |
| 18 juin 1995                             | mars 2001                                 | Arnaud Mandement                              | PS        | vice-président du conseil-général (conseil-départemental) du tarn, technicien-météo de profession                                                                                                  |
| depuis mars 2001                         | En cours                                  | Pascal Bugis                                  | UMP → DVD | président de la communauté d'agglomération castres-mazamet (depuis 2008), avocat de profession |

## Pour approfondir